# Fryderyk ze Szlezwika-Holsztynu-Sonderburga-Glücksburga

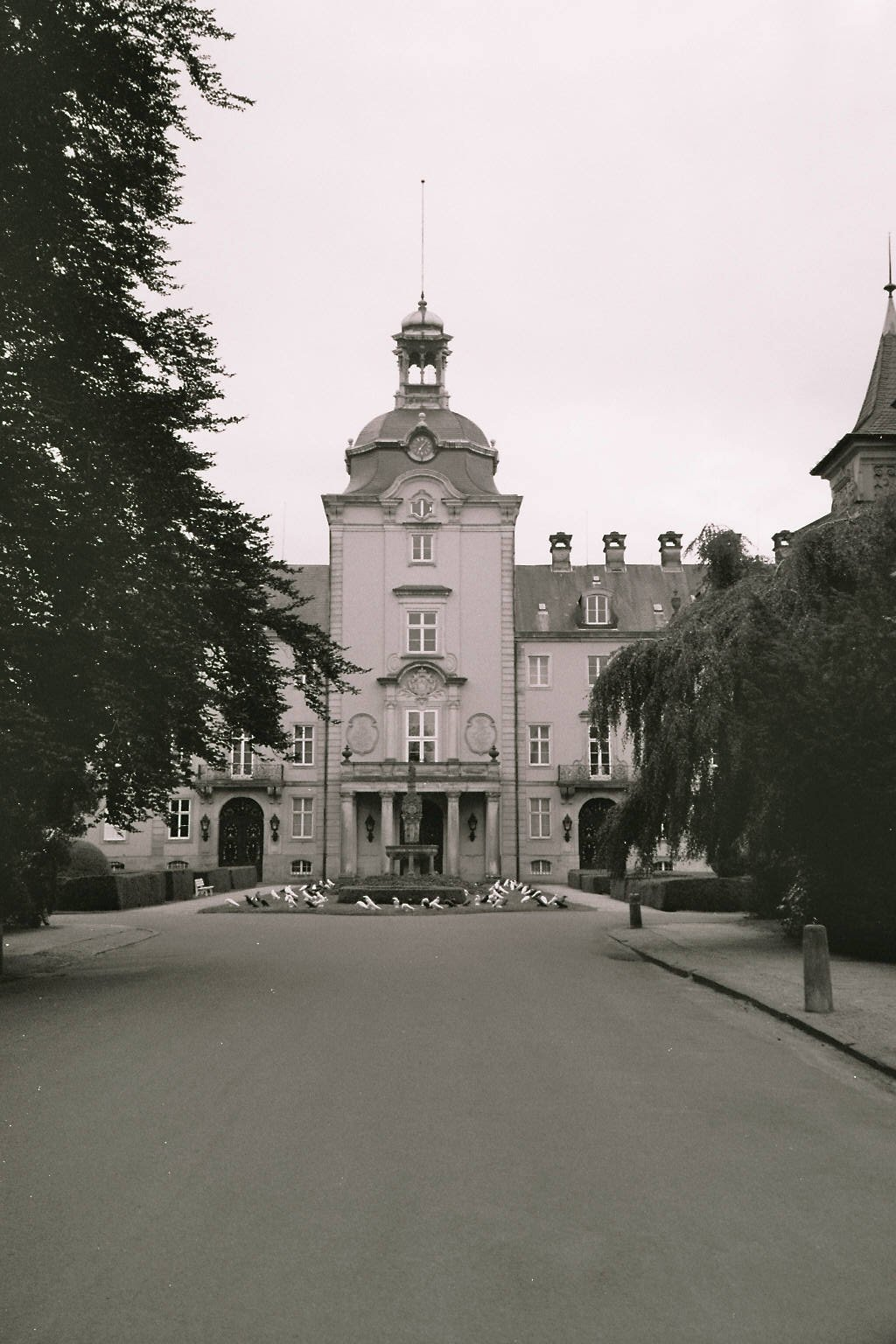
Zamek w Bückeburg

Fryderyk ze Szlezwika-Holsztynu-Sonderburga-Glücksburga (ur. 23 października 1814 na zamku Gottorp, Szlezwik; zm. 27 listopada 1885 na zamku Luisenlund) – książę Szlezwika-Holsztynu-Sonderburga-Glücksburga.

## Życiorys
Książę Fryderyk urodził się 23 października 1814 roku. Był drugim synem księcia Fryderyka Wilhelma ze Szlezwika-Holsztynu-Sonderburga-Glücksburga (1785–1831) i jego żony księżniczki Luizy Karoliny Heskiej (1789–1867). Służbę wojskową rozpoczął w 1831 roku. W czasie I wojny o Szlezwik w Danii zwanej "wojną trzyletnią" toczonej w latach 1848–1851 objął dowództwo 2 Regimentu Dragonów w Itzehoe. W 1843 roku był odznaczony Orderem Słonia.
Po bezpotomnej śmierci brata, księcia Karola w 1878 roku został mianowany nowym księciem Szlezwika-Holsztynu-Sonderburga-Glücksburga. Jego młodszy brat Chrystian od 1863 roku zasiadał na tronie królestwa Danii i panował jako król Chrystian IX.

## Małżeństwo i rodzina
W dniu 16 lipca 1841 poślubił w Bückeburgu księżniczkę Adelajdę Krystynę zu Schaumburg-Lippe (1821–1899), drugą córkę księcia Jerzego Wilhelma zu Schaumburg-Lippe (1784–1860) i księżniczki Idy Karoliny z Waldeck-Pyrmont (1796–1869). Małżeństwo zakończyło się rozwodem w 1848 roku. W 1854 roku para pobrała się po raz drugi. Fryderyk i Adelajda mieli pięcioro dzieci:
- Augusta (1844–1932)

∞ 1884 książę Wilhelm z Hesji-Philippsthal-Barchfeldu (1831–1890),
- Fryderyk Ferdynand (1855–1934)

∞ 1885 księżniczka Karolina Matylda ze Szlezwika-Holsztynu-Sonderburga-Augustenburga (1860–1932),
- Luiza (1858–1936)

∞ 1891 książę Jerzy Wiktor Waldeck-Pyrmont (1831–1893),
- Maria Wilhelmina (1859–1941), niezamężna;
- Albert (1863–1948)

∞ 1906 księżniczka Ortrud zu Ysenburg und Büdingen (1879–1918),
∞ 1920 księżniczka Hertha zu Ysenburg und Büdingen (1883–1972).

## Genealogia
| Prapradziadkowie                                                                                | Piotr August ze Szlezwika-Holsztynu-Sonderburga-Beck (1697–1775) ∞1723 Zofia z Hesji-Philippsthal (1695–1728)        | Albert Dohna-Schlobitten-Leistenau (1698–1752) ∞1736 Zofia ze Szlezwika-Holsztynu-Sonderburga-Beck (1698–1768)       | Jerzy Adam III Schlieben (1688–1737) ∞1720 Katarzyna Finckenstein-Schönberg (1700–1728)                              | Ahasverus Ernest Lehndorff (1688–1727) ∞1719 Maria Luiza Wallenrodt (1697–1773)                                      | Król Danii i Norwegii Chrystian VI Oldenburg (1699–1746) ∞1721 Zofia Magdalena Hohenzollern (1700–1770)              | Król Wielkiej Brytanii Jerzy II Hanowerski (1683–1760) ∞1705 Karolina Hohenzollern (1683–1737)                       | Król Wielkiej Brytanii Jerzy II Hanowerski (1683–1760) ∞1705 Karolina Hohenzollern (1683–1737)                       | Wilhelm VIII Heski (1682–1760) ∞1717 Dorota Wilhelmina z Saksonii-Zeitz (1691–1743)                                  |
| Pradziadkowie                                                                                   | Karol Anton ze Szlezwika-Holsztynu-Sonderburga-Beck (1727–1759) ∞1754 Fryderyka Dohna-Schlobitten (1738–1786)        | Karol Anton ze Szlezwika-Holsztynu-Sonderburga-Beck (1727–1759) ∞1754 Fryderyka Dohna-Schlobitten (1738–1786)        | Karol Leopold Schlieben (1723–1788) ∞1747 Maria Eleonora Lehndorff (1722–1800)                                       | Karol Leopold Schlieben (1723–1788) ∞1747 Maria Eleonora Lehndorff (1722–1800)                                       | Król Danii Fryderyk V Oldenburg (1723–1766) ∞1743 Ludwika Hanowerska (1724–1751)                                     | Król Danii Fryderyk V Oldenburg (1723–1766) ∞1743 Ludwika Hanowerska (1724–1751)                                     | Maria Hanowerska (1722–1772) ∞1740 Fryderyk II Hessen-Kassel (1720–1785)                                             | Maria Hanowerska (1722–1772) ∞1740 Fryderyk II Hessen-Kassel (1720–1785)                                             |
| Dziadkowie                                                                                      | Fryderyk Karol ze Szlezwika-Holsztynu-Sonderburga-Beck (1757–1816) ∞1780 Fryderyka Amalia Schlieben (1757–1827)      | Fryderyk Karol ze Szlezwika-Holsztynu-Sonderburga-Beck (1757–1816) ∞1780 Fryderyka Amalia Schlieben (1757–1827)      | Fryderyk Karol ze Szlezwika-Holsztynu-Sonderburga-Beck (1757–1816) ∞1780 Fryderyka Amalia Schlieben (1757–1827)      | Fryderyk Karol ze Szlezwika-Holsztynu-Sonderburga-Beck (1757–1816) ∞1780 Fryderyka Amalia Schlieben (1757–1827)      | Luiza Oldenburg (1750–1831) ∞1766 Karol Hessen-Kassel (1744–1836)                                                    | Luiza Oldenburg (1750–1831) ∞1766 Karol Hessen-Kassel (1744–1836)                                                    | Luiza Oldenburg (1750–1831) ∞1766 Karol Hessen-Kassel (1744–1836)                                                    | Luiza Oldenburg (1750–1831) ∞1766 Karol Hessen-Kassel (1744–1836)                                                    |
| Rodzice                                                                                         | Fryderyk Wilhelm Schleswig-Holstein-Sonderburg-Glücksburg (1785–1831) ∞1810 Luiza Karolina Hessen-Kassel (1789–1867) | Fryderyk Wilhelm Schleswig-Holstein-Sonderburg-Glücksburg (1785–1831) ∞1810 Luiza Karolina Hessen-Kassel (1789–1867) | Fryderyk Wilhelm Schleswig-Holstein-Sonderburg-Glücksburg (1785–1831) ∞1810 Luiza Karolina Hessen-Kassel (1789–1867) | Fryderyk Wilhelm Schleswig-Holstein-Sonderburg-Glücksburg (1785–1831) ∞1810 Luiza Karolina Hessen-Kassel (1789–1867) | Fryderyk Wilhelm Schleswig-Holstein-Sonderburg-Glücksburg (1785–1831) ∞1810 Luiza Karolina Hessen-Kassel (1789–1867) | Fryderyk Wilhelm Schleswig-Holstein-Sonderburg-Glücksburg (1785–1831) ∞1810 Luiza Karolina Hessen-Kassel (1789–1867) | Fryderyk Wilhelm Schleswig-Holstein-Sonderburg-Glücksburg (1785–1831) ∞1810 Luiza Karolina Hessen-Kassel (1789–1867) | Fryderyk Wilhelm Schleswig-Holstein-Sonderburg-Glücksburg (1785–1831) ∞1810 Luiza Karolina Hessen-Kassel (1789–1867) |
| Fryderyk ze Szlezwika-Holsztynu-Sonderburga-Glücksburga (1814–1885), książę Szlezwiku-Holsztyna | | | | | | | | |

## Odznaczenia
- 18 września 1843 – Order Słonia (Dania)[1]
- 22 maja 1840 – Krzyż Wielki Orderu Danebroga (Dania)[1]
- 18 września 1843 – Krzyż Srebrny Orderu Danebroga (Dania)[1]
- Order św. Anny I kl. (Rosja)[1]
- Order Lwa Złotego I kl. (Hesja)[1]
- Order Alberta Niedźwiedzia I kl. (Anhalt)[1]